# Donato Casella
Donato Casella (Carona, 1505 circa – Pordenone, 1560 circa) è stato uno scultore svizzero-italiano.

## Biografia
Figlio dello scultore Bernardino, si spostò in giovane età nella Repubblica di Venezia, a Travesio, presso la bottega del suo maestro Giovanni Antonio Pilacorte. Sposò la figlia di quest'ultimo ed ebbe due figli, Giacomo ed Alvise, entrambi scultori.

## Opere
- Paliotto e trittico nella chiesa di Santa Sabina, San Giorgio della Richinvelda
- Madonna col Bambino, 1532, Pordenone
- Acquasantiera della chiesa dei Santi Ilario e Taziano, Torre di Pordenone
- Statua di San Nicolò presso la chiesa di San Nicolò, Castelnovo del Friuli
- Vergine col Bambino presso la chiesa della Santa Croce, Baseglia di Spilimbergo
- Vergine col Bambino in piazza Martina, Tauriano di Spilimbergo
- Portale della chiesa di San Lorenzo Martire, Rorai Grande di Pordenone
- Fonte battesimale presso la stessa chiesa, in collaborazione col figlio Alvise